# Päpstliches Athenaeum Sant’Anselmo

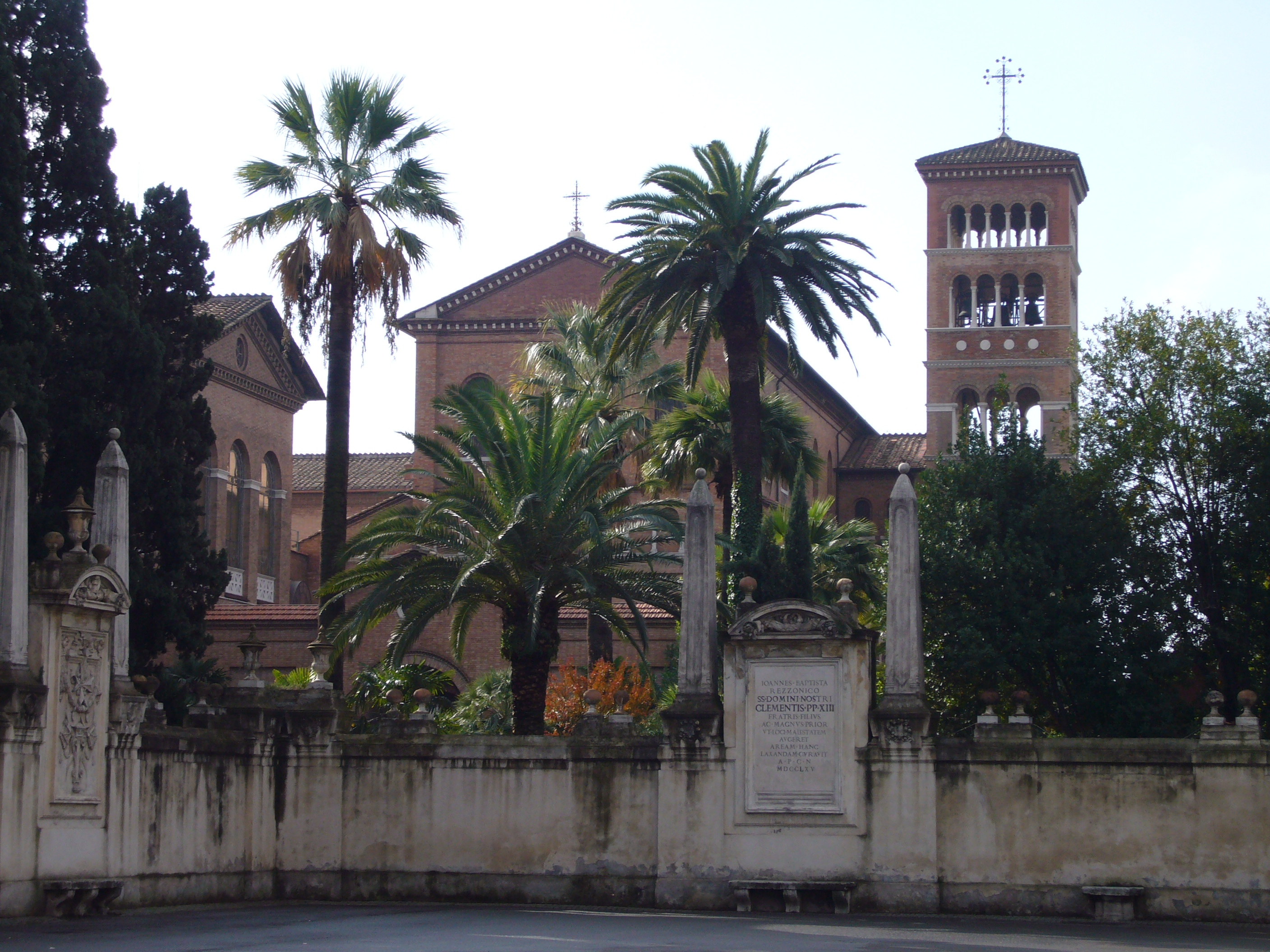
Sant’Anselmo von der Piazza dei cavalieri di Malta

Das Päpstliche Athenaeum Sant’Anselmo (italienisch Pontificio Ateneo Sant’Anselmo; auch Anselmianum) ist die internationale Hochschule des Benediktinerordens mit Sitz in Rom.

## Geschichte
Sant’Anselmo wurde am 4. Januar 1888 zur universitären Ausbildung benediktinischer Mönche aus aller Welt gegründet und erhielt die Anerkennung durch Papst Leo XIII. Namensgeber ist Anselm von Canterbury. Ausbildungsziel war zunächst vor allem die Priesterweihe, jedoch wurden bald höhere Studienabschlüsse verliehen: Die ersten regulären Promotionen fanden 1893 statt. 1896 zog das Kolleg auf den heutigen Sitz am Aventin, 1900 wurde die neue Kirche geweiht.

## Hochschule
Die Hochschule hat durch die Liturgiewissenschaft einen besonders großen Beitrag zur Theologie unserer Zeit geleistet. Zu den Lehrern und/oder Studenten gehören: Joseph Gredt, Odo Casel, Kassius Hallinger, Cipriano Vagaggini, Adrien Nocent, Basilius Steidle, Adalbert de Vogüé, Emmanuel von Severus, Anselm Günthör, Benedikt Schwank und Basil Studer. Die Großzahl jener Benediktiner, die im 20. Jahrhundert als Wissenschaftler, Äbte und Bischöfe tätig waren, hat in Sant’Anselmo studiert oder gelehrt.
Die Blütezeiten von St. Anselm, etwa die 1930er und die 1950er Jahre, waren monastische und wissenschaftliche Glanzperioden. Nach dem Zweiten Vatikanischen Konzil nahm die Hörerzahl ab. Aufgrund einer Neuorientierung im Bereich der monastischen Ausbildung einerseits und Studienreformen andererseits musste sich das Institut an eine neue Zeit anpassen.
Das Päpstliche Athenaeum Sant’Anselmo ist in die folgenden Fakultäten gegliedert:
- Philosophie
- Monastisches Institut (Istituto monastico)
- Päpstliches Liturgisches Institut (Pontificio Istituto Liturgico)
- Theologie
- Kurs für alte und neue Sprachen

Neben den Studiengängen Philosophie und Theologie (Bachelor) sind Spezialisierungen möglich in „Philosophie und Mystik“, „Monastische Studien“, „Liturgiewissenschaft“, „Sakramententheologie“ sowie „Geschichte der Theologie“, die mit einem Lizentiat (Master) enden. Seit 1978 verleiht St. Anselm die akademischen Grade Lizenziat (SL.L.) und Doktorat (SL.D.) in Liturgiewissenschaft. Trägerschaft der Hochschule ist die Confoederatio Benedictina.
Die Hörerschaft, auch wenn sie weiterhin aus jungen Mönchen besteht, hat sich in den letzten Jahren kulturell gewandelt: Heute stammen 16 % der Hörer aus den Vereinigten Staaten, 15 % aus Italien, 11 % aus deutschsprachigen Ländern und die übrigen aus allen Kontinenten. Der Studienalltag ist durch das monastische Stundengebet geprägt und findet in der abgeschiedenen Ruhe des Aventins statt. Zugeordnet ist das „Collegio Sant’Anselmo“ mit 103 Bewohnern (2019).

### Rektoren
- 1908–1913: Hartmann Strohsacker
- 1925–1939: Athanasius Staub
- 1939–1949: Ulrich Beste
- 1949–1966: Paul Augustin Mayer, ab 1985 Kurienkardinal
- 1966–1968: Jean-Pierre Müller (Pro-Rektor)
- 1968–1974: Basil Studer
- 1974–1978: Cipriano Vagaggini
- 1978–1986: Magnus Löhrer
- 1986–1990: Anscar Chupungco
- 1990–1997: Pius-Ramon Tragan
- 1997–2005: Albert Schmidt, ab 2008 Abtpräses der Beuroner Benediktinerkongregation[3]
- 2005–2009: Mark Sheridan
- 2009–2017: Juan Javier Flores Arcas
- 2017–2019: Stefano Visintin
- 2019–2025: Bernhard Eckerstorfer
- ab 2025: Jákó Örs Fehérváry[4]

### Bekannte Alumni
- Ignatius Schachermair (1877–1970), österreichischer Benediktiner-Abt im Stift Kremsmünster
- Benno Gut (1897–1970), Abtprimas der Benediktiner und späterer Kurienkardinal der römisch-katholischen Kirche
- Altman Kellner (1902–1981), österreichischer katholischer Theologe, Musikwissenschaftler sowie Regens Chori im Stift Kremsmünster
- Petrus Borne (1910–1976), Abtpräses sowie Abt des 634 gegründeten Klosters Tholey
- Paul Augustin Mayer (1911–2010), Kurienkardinal; Student, Professor der Dogmatik und Rektor an der Hochschule
- Anastáz Opasek (1913–1999), Erzabt des Klosters Břevnov
- Magnus Löhrer (1928–1999), Professor für Dogmatik an der Hochschule; Initiator und Mitherausgeber von Mysterium Salutis
- Petrus Steigenberger (1939–2009), Abt von Stift Rein
- Maximilian Aichern (* 1932), emeritierter Abt der Abtei St. Lambrecht, ehemaliger Abtpräses der Österreichischen Benediktinerkongregation, emeritierter Bischof von Linz
- Pius Engelbert (1936–2024), Professor für Kirchengeschichte an der Hochschule; 1999–2006, Abt von Gerleve
- Christian Schütz (* 1938), Professor für Dogmatik an der Universität Regensburg; Abt von Schweiklberg
- Otto Strohmaier (* 1937), emeritierter Abt der Abtei St. Lambrecht
- Notker Wolf (1940–2024), neunter Abtprimas der benediktinischen Konföderation
- Christian Haidinger (* 1944), Abt des Stifts Altenburg und ehemaliger Abtpräses der Österreichischen Benediktinerkongregation
- Albert Schmidt (* 1946), Rektor der Hochschule; Abtpräses der Beuroner Benediktinerkongregation
- Benno Malfèr (1946–2017), Abt von Muri-Gries
- Benedikt Plank (* 1949), Abt der Abtei St. Lambrecht
- Laurentius Schlieker (* 1951), emeritierter Abt von Gerleve
- Andreas Werner (* 1951), Abt von Gerleve